# 21423 Кредо
21423 Кредо (21423 Credo) — астероїд головного поясу, відкритий 24 березня 1998 року.
Тіссеранів параметр щодо Юпітера — 3,503.